# 織山尚大
織山 尚大（日语：／ Oriyama Nao，2003年10月27日—）是日本東京都出身的偶像、歌手、演員。身高167公分，血型O型。隸屬於STARTO ENETERTAINMENT，是旗下小傑尼斯團體「少年忍者」的成員，代表色為藍色。

## 簡歷
從小被家庭影響，聽著傑尼斯的歌曲長大。自幼學習舞蹈，因此有許多舞台表演經驗。被家人推薦進入傑尼斯事務所，但看到小傑尼斯在特別節目中在嚴酷的情況下訓練之後，感到不安並拒絕。 但是被出演電視的河合郁人（A.B.C-Z）說的話感動，並在簡歷上寫下了那句話提交申請。隨後參加了試鏡，並在2016年4月9日進入傑尼斯事務所，成為少年忍者的成員進行活動。
2021年首次單獨主演舞台幻想科學劇『Kappa』〜芥川龍之介『河童』より〜

## 人物
- 名字尚的上面部分看起來像煙，所以意思是「無論到哪裡都持續向上，擴散的又遠又廣」[7]。
- 興趣為攀岩和聽音樂[8]。
- 特長為即興舞蹈。
- 夢想是一直都是傑尼斯。

## 出演
僅列出個人出演作品，組合出演請參照少年忍者

### 電視劇
- Jr.选拔！ 通往达标的道路（2018年7月3日－7月17日，日本電視台）[9][10] - 飾演 織山
- 戀之病與野郎組（日语：恋の病と野郎組） （2019年7月20日－9月21日，BS日本電視台）[11] - 主演 四谷翼
- 死役所（第一集）（2019年10月17日，東京電視台）[12] - 飾演 鹿野太一
- 文豪少年！~用傑尼斯Jr.解讀名作～（日语：文豪少年!〜ジャニーズJr.で名作を読み解いた〜）（第七集）（2021年5月2日，WOWOW）[13] - 主演 高峰
- 戀之病與野郎組（日语：恋の病と野郎組）第二季（2022年1月25日－3月29日，日本電視台）[14] - 主演 四谷翼
- 高良同學與天城同學（2022年8月18日－10月14日，每日放送）-  主演 天城太一（和佐藤新雙主演）
- 愛心守護24小時（2024年1月13日－3月9日，朝日電視台） - 飾演 水田雄介

### 網路劇
- Angel Flight 空中送行者（2023年3月17日，Amazon Prime Video） - 飾演 伊澤航[15]

### 電影
- 我家弟弟們給你添麻煩了（2024年12月6日，松竹） - 飾演 成田柊[16]

### 綜藝節目
- ありえへん∞世界（日语：ありえへん∞世界） 特別篇（2019年10月15日，東京電視台）[17] - 飾演 松岡昌宏（再現VTR）
- 戀之病野郎組（日语：恋の病と野郎組）　爆笑事件簿・新春SP（2020年1月3日、4日，日本電視台）[18][19]
- 23時の密着テレビ　レべチな人、見つけた（2022年1月25日，東京電視台）[20]

### 舞台
- ELF The Musical（2020年11月12日－22日，國立劇場 中劇場）[21] - 飾演 Michael
- 空想科学劇『Kappa』〜芥川龍之介『河童』より〜（2021年6月5日－13日，品川王子酒店 Stellar Ball / 6月25日－27日、羅姆劇場京都 South Hall）[22]  - 主演 第二十三號
- 音樂劇『與狗狗的約定』（2022年4月15日－24日，讀賣大手町Hall / 4月29日－5月4日，松下IMP Hall）[23]  - 主演 Daniel
- 黑田育世 再演譚vol.2『波と暮らして』『ラストパイ』（2023年3月14日－17日，森之宮Piloti Hall / 3月22日－26日，Bunkamura Theatre Cocoon）